# Ospedale di San Lorenzo
L'ospedale di San Lorenzo era una struttura ospedaliera di Colle di Val d'Elsa risalente all'inizio del XVII secolo e rimasta attiva come nosocomio fino alla fine del XX secolo.

## Storia
A Colle di Val d'Elsa esistevano diversi ospedali o ricoveri fin da epoca remota.
Lo "spedale di Santo Spirito", dislocato nella parte alta della città, risalente al 1207 che aveva ottenuto diversi lasciti e concessioni, non ultima quella dell'esenzione dagli obblighi fiscali per concessione della diocesi volterrana; legato al convento dei Frati di san Francesco, dal XVI secolo è stato amministrato dalla Magistratura Fiorentina dei Nove.
Altro spedale era quello di  San Lazzaro, dislocato invece nella parte bassa della città ed amministrato dall'abbazia di Spugna.
Vi era poi lo  Spedaletto del Refugio, situato oltre Gracciano d'Elsa e lo  spedale di San Jacopo nel Piano.
Nel 1592 Colle viene proclamata città e diventa sede di una nuova Diocesi; primo vescovo viene eletto Usimbardo Usimbardi. Quella degli Usimbardi era una famiglia molto influente e potente che aveva dato non solo un vescovo alla città, ma poteva vantare anche Pietro Usimbardi come vescovo di Arezzo e Lorenzo Usimbardi come segretario granducale. Sia Pietro sia Lorenzo erano fratelli di Usimbardo, figli di Francesco che aveva altri due figli, Claudio e Fulvio. Fu proprio la famiglia Usimbardi, originaria della frazione di Vico che decise di costruire un nuovo ospedale, più consono ad una città che si stava ingrandendo. Il nuovo ospedale fu ubicato di fronte alla chiesa e al monastero di San Pietro (la cui costruzione che venne affidata a Giorgio Vasari il giovane e fu terminata rispettivamente nel 1610 e nel 1606 si deve a Pietro e Usimbardo Usimbardi). Alla famiglia Usimbardi si devono anche la costruzione del palazzo vescovile, del seminario e della cattedrale di Colle di Val d'Elsa.

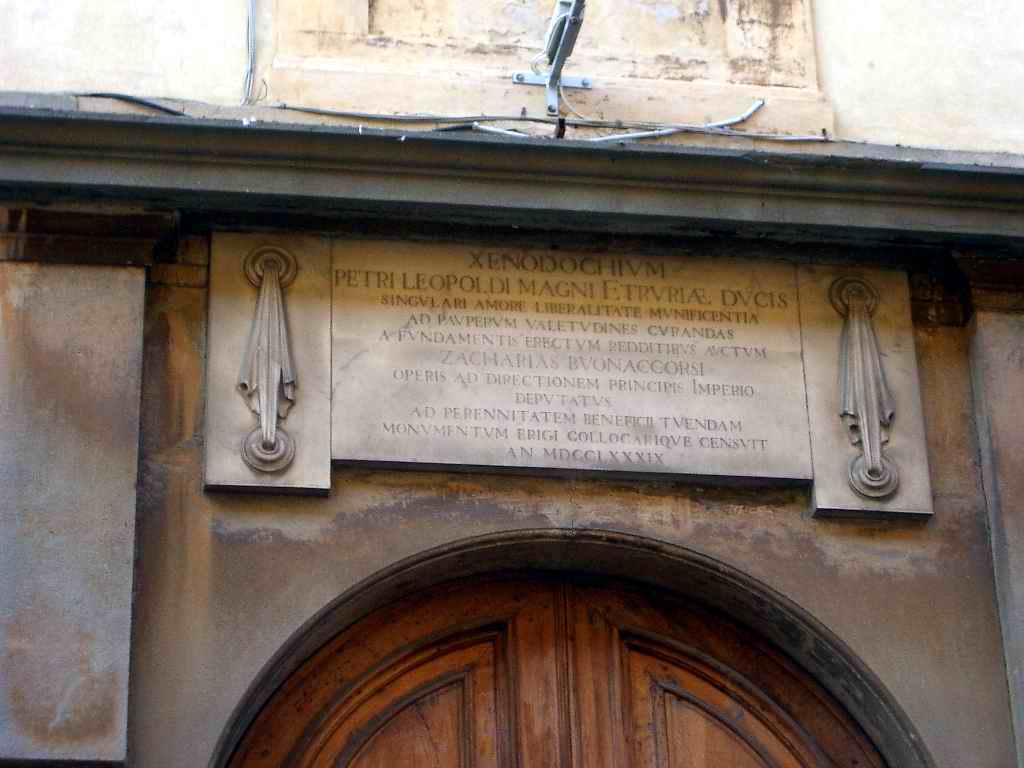
La lapide sopra il portone d'ingresso

Fulvio Usimbardi, il 10 aprile 1627 operò un lascito testamentario destinato alla fondazione di un ospedale; nel 1628 Francesco Usimbardi acquistò alcune case per demolirle e fare posto alla nuova struttura la cui costruzione terminò nel 1635 e nello stesso anno fu inaugurata.
L'ospedale fu subito chiamato San Lorenzo, forse in onore di uno dei fratelli, e gli fu annesso il vecchio spedale di Santo Spirito.
Nel 1638 grazie ad un nuovo lascito testamentario, stavolta di Claudio Usimbardi, l'ospedale fu ingrandito per renderlo disponibile anche alle classi meno abbienti e dotato di una farmacia (una spezieria) che distribuiva gratuitamente i medicinali ai più bisognosi.
Con un ulteriore lascito del 1641 di una certa Bartolommea, detta La Lombarda, l'ospedale fu ulteriormente ampliato.
Le fortune degli Usimbardi furono però di breve durata e nel 1658, in seguito all'estinzione della famiglia, l'amministrazione dell'ospedale passò alla Compagnia della Santa Croce di Borgo.
Nel 1789 il Granduca Pietro Leopoldo, come testimonia una lapide, volle che fosse ampliato e ne fu affidato l'incarico all'ingegnere Bernardino Fantastici.
Nel corso dei secoli ha subito poi varie ristrutturazioni.
A seguito della riforma sanitaria del 1978 la struttura ospedaliera è passata sotto il controllo e la gestione della USL 19 Alta Valdelsa prima e della ASL 7 Siena dopo.
Con l'apertura del nuovo monoblocco ospedaliero di Campostaggia, l'ospedale di San Lorenzo è stato definitivamente chiuso.
La struttura è rimasta quindi inutilizzata per diversi anni ed è stata acquistata dal Comune di Colle di Val d'Elsa. Dal 2010 ospita una struttura alberghiera.